# Games for May
Games for May war ein Konzert der britischen Rockband Pink Floyd, das am 12. Mai 1967 in der Londoner Queen Elizabeth Hall stattfand. Bei diesem Auftritt verwendete die Gruppe erstmals eine Surround-Sound-Technologie.

## Geschichte
Bei ihren Auftritten hatten Pink Floyd seit 1966 mit verschiedenen Showelementen experimentiert, insbesondere mit Lightshows. Im Frühjahr 1967 waren sie dabei, ihr Debütalbum The Piper at the Gates of Dawn aufzunehmen, das später im August des Jahres herauskam. Der Konzertveranstalter Christopher Hunt fragte an, ob die Band ein Multimedia-Konzert geben möchte.
Hunt bezeichnete das Konzert als Space age relaxation for the climax of spring – electronic compositions, colour and image projections, girls and THE PINK FLOYD („Entspannung im Weltraumzeitalter für den Höhepunkt des Frühlings – elektronische Kompositionen, Farb- und Bildprojektionen, Mädchen und THE PINK FLOYD“). Die Queen Elizabeth Hall wurde gewöhnlich für klassische Konzerte genutzt, entsprechend war die Ausstattung recht unüblich für ein Rockkonzert.
Nachdem die Band bereits im Studio mit Surround-Sound experiment hatte, setzten sie dies nun auf der Bühne um. Vier Lautsprechergruppen wurden in den Ecken des Raumes installiert. Bernard Speight, einer der Techniker der Abbey Road Studios, baute eine Steueranlage, die ermöglichte, den Sound mittels eines Joysticks über die verschiedenen Lautsprechergruppen zu verteilen. Auf diese Weise konnte die Musik im Raum umherwandern. Mit Bandaufnahmen von Schritten konnte zum Beispiel der Eindruck erweckt werden, jemand durchquere den Raum. Das Gerät wurde Azimuth Coordinator getauft.
Pink Floyd spielten zwei Stunden lang, beginnend mit Bandaufnahmen von Geräuschen am frühen Morgen, während das Licht einen Sonnenaufgang simulierte. Die gespielten Titel stammten hauptsächlich von ihrem Debütalbum inklusive der ersten beiden Singles, überwiegend von Syd Barrett geschrieben. See Emily Play hatte Barrett eigens für das Konzert geschrieben, zunächst mit dem Titel Games for May. Zwischen den Stücken gab es kleine theatralische Einlagen, deren Ton über den Azimuth Coordinator geschickt wurde. So zersägte Nick Mason ein Brett, das Mikrofon an der Säge befestigt, Roger Waters warf Tomaten auf einen großen Gong, Syd Barrett bearbeitet seine Gitarre mit einem Plastiklineal, Richard Wright bediente eine Maschine, die riesige Seifenblasen erzeugte, und die Roadies warfen Narzissen ins Publikum.
Durch die Seifenblasen und die zertretenen Blumen wurde die teure Einrichtung der Queen Elizabeth Hall beschädigt, so dass Pink Floyd im Anschluss an das Konzert lebenslanges Hausverbot erhielten. Der Azimuth Coordinator wurde nach dem Auftritt gestohlen; erst 1969 wurde ein zweiter gebaut.

## Titelfolge
- Dawn (Morgendämmerung; Tonbandaufnahme)
- Matilda Mother (Barrett)
- Flaming (Barrett)
- The Scarecrow (Barrett)
- See Emily Play (Barrett)
- Bike (Barrett)
- Arnold Layne (Barrett)
- Candy and a Currant Bun (Barrett)
- Pow R. Toc H. (Barrett, Waters, Wright, Mason)
- Interstellar Overdrive (Barrett, Waters, Wright, Mason)
- Bubbles (Seifenblasen; Tonbandaufnahme)
- Ending (Schluss; Tonbandaufnahme)
- Zugabe: Lucifer Sam (Barrett)

## Zitate
- A genuine 20th century chamber music concert. („Wahrhaft ein Kammermusikkonzert des 20. Jahrhunderts.“) International Times[2]
- The noisiest and prettiest display ever seen on the South Bank. („Die lauteste und schönste Darbietung, die jemals an der South Bank gesehen wurde.“) Financial Times[2]
- In the future, bands are going to have to offer more than a pop show. They are going to have to offer a well presented theatre show. („In der Zukunft müssen Bands mehr bieten als eine Popshow. Sie müssen eine gut aufgeführte Theatershow bieten.“) Syd Barrett[2]
- I think Games for May was one of the most significant shows we ever performed. („Ich denke, Games for May war einer unserer bedeutendsten Auftritte, die wir je hatten.“) Nick Mason[2]